# Lasiopetalum joyceae
Lasiopetalum joyceae är en malvaväxtart som beskrevs av William Faris Blakely. Lasiopetalum joyceae ingår i släktet Lasiopetalum och familjen malvaväxter. Inga underarter finns listade i Catalogue of Life.